# Orphinus baliensis
Orphinus baliensis – gatunek chrząszcza z rodziny skórnikowatych i podrodziny Megatominae.
Gatunek ten opisany został w 2016 roku przez Jiříego Hávę na podstawie 11 okazów odłowionych w 2004 roku. Jako miejsce typowe wskazano przybrzeże jeziora Tamblingan w Indonezji. Epitet gatunkowy pochodzi od nazwy wyspy, na której znajduje się miejsce typowe.
Chrząszcz o owalnym ciele długości 2,1–2,4 mm i szerokości 1,3–1,4 mm. Podstawowe ubarwienie ciała jest błyszcząco czarne. Delikatnie punktowaną głowę porastają długie, położone włoski o szarej barwie. Oczy złożone są duże, żółto oszczecone. Brązowe, żółto oszczecone czułki buduje jedenaście członów, z których dwa ostatnie formują buławkę. Głaszczki są brązowe. Powierzchnia przedplecza jest delikatnie punktowana, a w tyle gęsto dołkowana. Szczecinki na nim mają kolor szary. Trójkątna tarczka jest naga. Na pokrywach występuje szare owłosienie, które układa się w plamy, a oprócz niego występują też włosy brązowe. Powierzchnia pokryw jest delikatnie punktowana. Owłosienie pygidium i sternitów odwłoka jest szare.
Owad orientalny, endemiczny dla Indonezji, znany tylko z miejsca typowego na wyspie Bali. Spotykany jest na wysokościach od 1000 do 1500 m n.p.m.